# Microchirus azevia
A azevia (Microchirus azevia) é um peixe de água salgada semelhante à solha. O seu corpo é ovalado e achatado, tem uma boca pequena e os olhos situam-se do lado direito. As suas barbatanas dorsais são espinhosas. Estes peixes escondem-se, tal como as solhas, em fundos arenosos.

## Distribuição geográfica
Pode ser encontrada nas costas do Atlântico oriental (desde Portugal até ao Senegal) e no Mar Mediterrâneo (Península Ibérica e Argélia).